# Marlene Moses

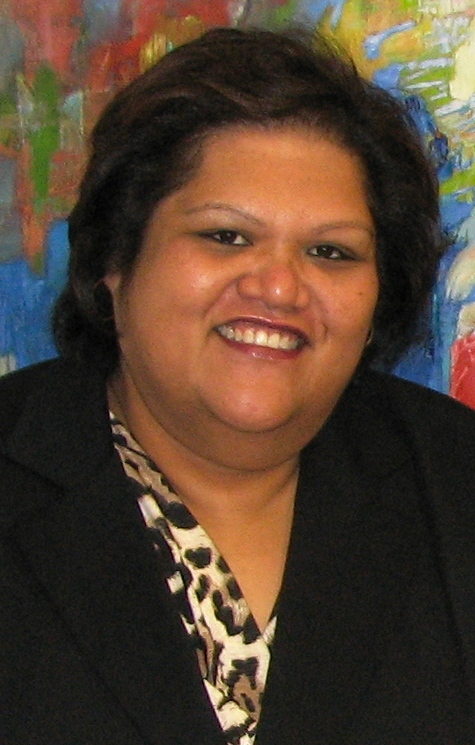
Marlene Inemwin Moses

Marlene Inemwin Moses (ur. 1961) – nauruańska dyplomatka i lekarka. 
Z wykształcenia jest lekarką (kształciła się m.in. w Melbourne).  Była jedną z założycieli, wraz z Davidem Adeangiem partii Naoero Amo. Stały przedstawiciel Nauru przy ONZ; była też konsulem w Japonii i Nowej Zelandii.